# Уолуърт (окръг, Уисконсин)
Вижте пояснителната страница за други значения на Уолуърт.
Окръг Уолуърт (на английски: Walworth County) е окръг в щата Уисконсин, Съединени американски щати. Площта му е 1492 km², а населението - 93 759 души (2000). Административен център е град Елкхорн.